# Die Abenteuer Tschitschikows
Die Abenteuer Tschitschikows, auch Tschitschikows Abenteuer (russisch Похождения Чичикова, Pochoschdenija Tschitschikowa), ist eine phantastische Groteske des sowjetischen Schriftstellers Michail Bulgakow, die – in Moskau geschrieben – am 24. September 1922 in der russischsprachigen Literaturzeitschrift Nakanune in Berlin erschien. Die Moskauer Verlagsgenossenschaft Nedra brachte den Text 1925 in Buchform innerhalb der Sammlung Teufeliaden heraus.

## Inhalt
Der Ich-Erzähler – vermutlich Michail Bulgakow – hat einen Traum:
Dem Totenreich entsteigen Manilow, Nosdrjow, Dershimorda, der Kutscher Selifan, Fetinja und andere. Hinterdrein kommt Pawel Iwanowitsch Tschitschikow in seiner Kutsche aus der ersten Hälfte des 19. Jahrhunderts im sowjetrussischen Moskau an, steigt in ein Automobil um und rast darin in sein altes Hotel. Das Haus ist noch  ebenso dreckig und voller Ungeziefer wie vor hundert Jahren, als Tschitschikow  das letzte Mal da war. Zwei Unterschiede fallen dem Gast allerdings auf. Das Schild Gasthaus wurde durch Wohnheim, versehen mit einer Nummer, ersetzt und man muss neuerdings eine schriftliche Einweisung vorlegen. Für Tschitschikow ist das kein Problem, denn er kennt den Verwalter. Tschitschikow hat überhaupt Glück. Den ellenlangen Fragebogen, den er ausfüllen muss, liest keiner und das Dokument wird vom Personal verlegt. Das Organisationstalent Tschitschikow übertrifft in der Beschaffung von heiß begehrten Lebensmittelrationen sogar den Gutsbesitzer Sobakewitsch. Der Unternehmer Tschitschikow erschwindelt sich von den Bolschewiken in einem Papierkrieg Unsummen Kapitals. Die Wertpapiere müssen in drei Droschken an ihre Bestimmungsorte expediert werden. Sein Trust, in dem aus Sägespänen Eisen gemacht wird, erregt in ganz Moskau Aufsehen. In dieser Stadt ist alles erlaubt. Tschitschikows Beitrag zur Versorgung der Moskauer: Die Abdeckerei modelt er in eine Wurstfabrik um. Tschitschikow kann für seine Mietwohnung mehrere Milliarden ausgeben. Die staatlichen Kontrollkommissionen werden mit der Zeit misstrauisch und wenden sich an Nosdrjow. Letzterer gibt alles zu. Tschitschikow sei ein weißgardistischer Spion und ein Betrüger. Tschitschikow ist gewiefter als alle diese Kommissionen zusammengenommen. Bevor die Staatsmacht zu ihm vordringt, vermischt er rasch falsches mit echtem Geld. Nicht einmal der Teufel kann die Scheine unterscheiden. Aber die Untersuchung läuft und bringt in dem oben erwähnten Gasthaus im Korb für Altpapier den Fragebogen zu Tage. Nun hat man es schwarz auf weiß – Tschitschikow ist eine Figur bei Gogol und hat mit toten Seelen gehandelt. Für eines seiner Unternehmungen hat Tschitschikow die Adresse des Moskauer Puschkin-Denkmals angegeben. Dieser Mann, dem Milliarden anvertraut wurden, muss gefasst werden. Die Moskauer Kommissionen versagen bei der Strafverfolgung. Der Ich-Erzähler lässt sich mit der Verfolgung Tschitschikows beauftragen. Im Nu fasst er den Unhold und lässt ihn auf der Suche nach den Milliarden den Bauch aufschlitzen. Darin schlummern die Werte in Form von Brillanten. Tschitschikow verschwindet auf Geheiß des erfolgreichen Schriftsteller-Detektivs in einem Eisloch. Der Ich-Erzähler hat drei Wünsche frei. Was wünscht sich ein Moskauer Schriftsteller anno 1922? Eine neue Hose, eine Tüte klaren Zucker und eine Glühbirne niedriger Leistung. Nein, der Schriftsteller wünscht sich eine Gesamtausgabe der Werke Gogols. Schwupp – steht sie auf seinem Tisch.
Ernüchtert erwacht der Erzähler; um ihn – weiter nichts als Alltag.

## Hintergrund
Ralf Schröder schreibt im März 1994, Lenin habe 1921 den Kriegskommunismus durch die Neue Ökonomische Politik ersetzt. Der damit einhergehende teilweise Rückfall in den schlimmsten Kapitalismus sei an Bulgakows Albtraum schuld. Gogolsche Gespenster aus den Toten Seelen zögen in dem Text über Sowjetrussland.

## Deutschsprachige Ausgaben
- Meistererzählungen. Aus dem Russischen übertragen von Aggy Jais (Das Verhängnis. Haus Nr. 13. Teufelsspuk. Tschitschikows Abenteuer). Goldmann, München 1979, ISBN 3-442-07030-9

Verwendete Ausgabe:
- Die Abenteuer Tschitschikows. Poem in 10 Punkten mit Prolog und Epilog. Aus dem Russischen von Thomas Reschke. S. 79–93 in Ralf Schröder (Hrsg.): Bulgakow: Teufeliaden. Erzählungen. Volk & Welt, Berlin 1994, ISBN 3-353-00945-0 (= Bd. 6: Gesammelte Werke (13 Bde.))